# Neuralgia
Una neuralgia es un síntoma provocado por un fallo del sistema nervioso consistente en un trastorno sensitivo o dolor sin que la función motora se vea afectada. Si afecta a los nervios periféricos, provoca una alteración de la zona inervada correspondiente al nervio.

## Fundamento de las enfermedades de los nervios periféricos
La médula espinal envía dos ramas nerviosas distintas que inervan el cuerpo: una rama motora y otra sensitiva, que parten separadamente y que finalmente se unen para dar lugar a los nervios periféricos mixtos. Estos se dirigen a los órganos y músculos y sólo en casos raros se dividen de nuevo en sus porciones originales, como ocurre en el caso del quinto par craneal. Por ello, la lesión de un nervio periférico provoca tanto trastornos sensitivos como motores, así como una parálisis que puede conllevar una atrofia muscular, es decir, la pérdida de masa muscular por déficit de ejercicio.
La causa de la lesión puede ser una inflamación, una reacción alérgica, una intoxicación, el alcoholismo crónico, determinadas enfermedades metabólicas (como la diabetes mellitus), algunos tipos de disfunciones renales, infecciones virales y déficits vitamínicos. También puede tratarse de una lesión mecánica, como desgarros, fracturas, lesiones compresivas o heridas de bala.

## Neuralgia del trigémino
El dolor producido debido a la neuralgia del trigémino se circunscribe al área de inervación del nervio trigémino, un nervio craneal: la cara. Produce un dolor paroxístico de tal intensidad que provoca una mueca casi involuntaria, un tic doloroso. Un aspecto del síntoma es que nunca sobrepasa la línea media facial, debido a la naturaleza doble del par de nervios trigéminos. Los paroxismos se pueden experimentar aislados o en salvas durante periodos de días o semanas. El dolor se presenta espontáneamente o desencadenado por algunos movimientos, como la masticación.

## Diagnóstico
Al tratarse de un síntoma, la diagnosis de este es, en principio, sencilla, mediante la mera observación. Sin embargo, existen metodologías para su confirmación, como la electromiografía, que es un estudio que examina la actividad eléctrica de los nervios. Debe descartarse la presencia de diabetes, artritis, sífilis y deficiencias vitamínicas. De sospecharse una esclerosis múltiple se puede realizar una RMN del encéfalo.[cita requerida]

## Tratamiento
Al tratarse de un proceso doloroso, el tratamiento que evite el dolor es prioritario: los analgésicos tradicionales suelen ser efectivos. En ocasiones el médico recomienda otros agentes como opiaceos, antidepresivos o anticonvulsivantes. Si el síntoma no remite, se puede inyectar el anestésico en el nervio, o reseccionarlo parcialmente con radiofrecuencia local, calor, compresión por balón e inyección de químicos.[cita requerida]